# سیلاس (مجموعه تلویزیونی)
سیلاس (به آلمانی: Silas) نام مجموعهٔ تلویزیونی کوتاه ۶ قسمتی آلمانی است و داستان پسر سیزده ساله‌ای است که از سیرک فرار می‌کند. این مجموعه از کانال سراسری زد د اف در سال ۱۹۸۱ پخش می‌شد. این سریال بر اساس رمانی از نویسندهٔ دانمارکی سسیل بودکر به نام سیلاس ساخته شده‌است. بازیگر اصلی نقش سیلاس در این مجموعه را پاتریک باخ به عهده دارد که او را یک‌شبه تبدیل به ستارهٔ تلویزیونی آلمان کرد. سیلاس در سال ۱۳۷۰ از تلویزیون جمهوری اسلامی ایران هم پخش شده‌است.

## داستان
سیلاس در کودکی به یک سیرک فروخته شده‌است و حال یک نوجوان شده‌است و برخلاف میل باطنی باید به فراگیری هنرهای سیرک بپردازد. سرانجام او از سیرک فرار می‌کند.